# Сергієнко Анатолій Євгенович
| народився      | 6 травня 1947 року с. Куча Новоушицький р-н Хмельницька обл. |
| Громадянство   | Україна                                                      |
| Національність | українець                                                    |
| Діяльність     | письменник                                                   |
| Мова творів    | українська                                                   |
| Жанр           | проза                                                        |
| Нагороди       | медаль НСПУ "Почесна відзнака"                               |

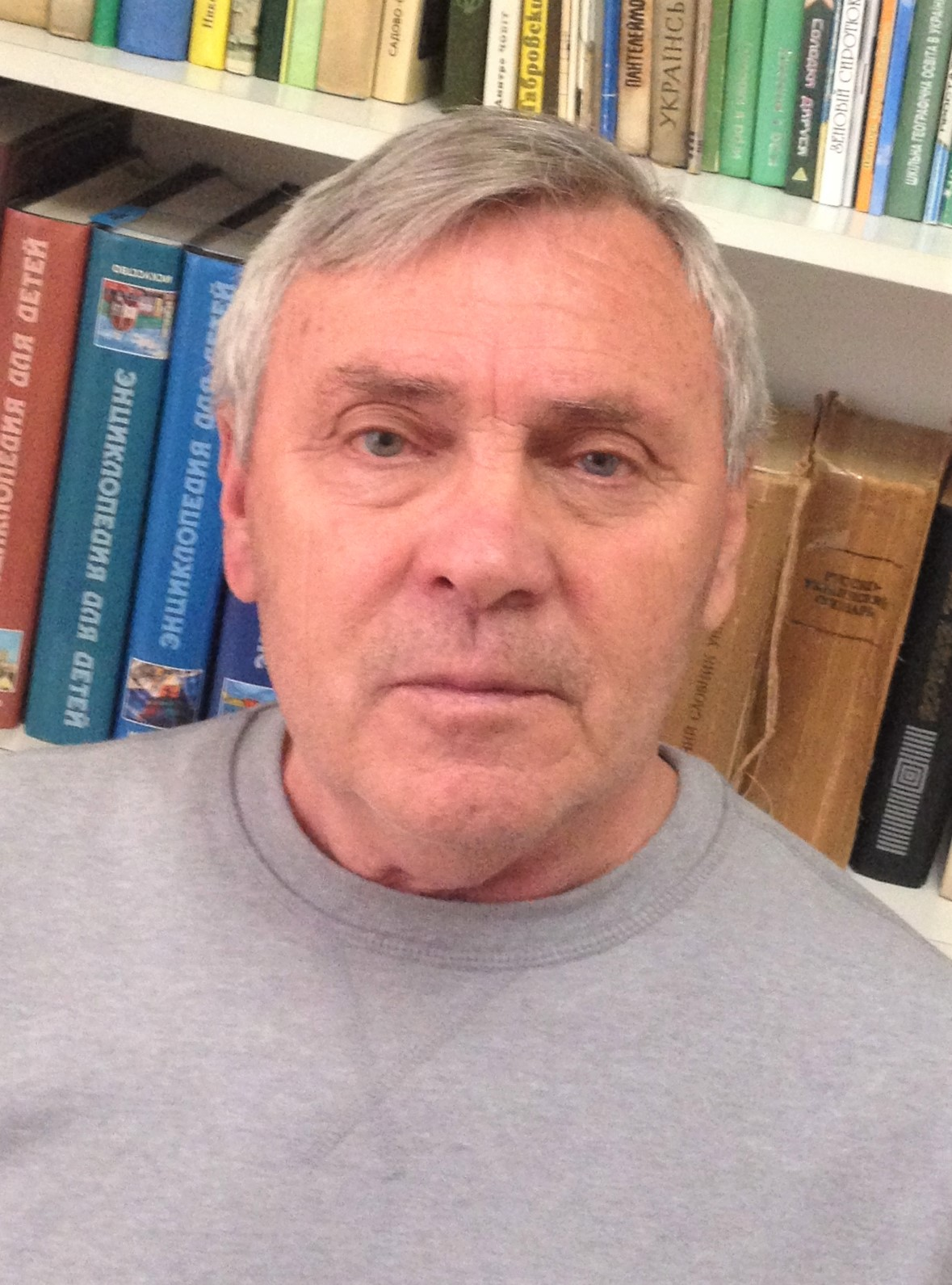
Сергієнко Анатолій Євгенович

Сергієнко Анатолій Євгенович (6 травня 1947, Куча, Новоушицький район, Хмельницька область) — український письменник. Член Національної спілки письменників України з 1995 року. Лауреат Міжнародного літературного конкурсу «Наше серце» з нагоди 170-річчя французького письменника Гі де Мопассана. Нагороджений грамотою Одеського Муніципального літературного конкурсу імені Івана Франка. Переможець Міжнародного літературного конкурсу "Коронація слова"-2021 в номінації "романи", відзнака "Міжнародний вибір США"". 

## Біографія
Анатолій Сергієнко народився 6 травня 1947 року на Поділлі, в селі Куча Новоушицького району Хмельницької області, в сім’ї вчителів. Середню школу закінчив із золотою медаллю. Працював на цукровому заводі в місті Кам'янець-Подільський паралельно навчаючись у вечірньому вузі. В 1972 році закінчив Івано-Франківський інститут нафти і газу за фахом інженера з буріння нафтових і газових свердловин. Понад 35 років працював інженером-буровиком. Працював на Сахаліні у Тунгорському управлінні бурових робіт об’єднання «Сахаліннафта» (1972–1977) та у Стрийському відділенні бурових робіт дочірньої компанії «Укргазвидобування» НАК «Нафтогаз України» (1977–2008). Проживає в США (м. Нью-Йорк). 

## Творчість
Відчуваючи потяг до літератури, ще на Сахаліні написав романтичну повість про кохання «Морошка для Оксани», опубліковану видавництвом «Молодь» у 1988 році в серії «Перша книга прозаїка». 1993 року побачила світ збірка повістей «Небезпечний свідок» (видавництво «Український письменник»). У 1995 році став членом Національної спілки письменників України. У 1997 році львівське видавництво «Край» друкує кримінальний роман «Хто вбив пана Штима?», який швидко завоював популярність серед читачів та зацікавив інші видавництва та літературні журнали. Загалом, враховуючи колективні збірки та літературні додатки, роман видавався сім разів. У 2007 році, в київському видавництві «Зелений пес», виходить роман «10 тисяч баксів». У 2011 році, в тернопільському видавництві «Навчальна книга – Богдан», виходять два твори: «Хто вбив пана Штима?» і його продовження «Швидко промайнути». До 45-річчя підприємства, на якому працював, написав цікавий історико-документальний твір «Стрийському відділенню бурових робіт – 45!». Дрогобицьке видавництво «Посвіт» видрукувало його в подарунковому привабливому вигляді й книжка стала чудовим подарунком на ювілей рідного підприємства. У 2016 році отримав пропозицію від мультимедійного видавництва Стрельбицького видавати твори в них. Скориставшись пропозицією, надрукував чотири електронні книжки: кримінальний роман «Вендета по-українськи», повість про любов «Морошка для Оксани», любовно-психологічний роман «Невдаха» та пригодницьку повість «Небезпечний свідок». У 2019 році в київському видавництві «Ліра-К» побачив світ роман «Коли мрії стають спогадами», який отримав схвальні відгуки читачів і був перевиданий у 2021 році. У 2020 році став лауреатом Міжнародного літературного конкурсу «Наше серце» з нагоди 170-річчя французького письменника Гі де Мопассана (оповідання «Полярна зірка з Естонії»). Нагороджений грамотою Одеського муніципального літературного конкурсу імені Івана Франка. У 2021 році переміг у Міжнародному літературному конкурсі "Коронація слова"-2021, номінація "романи" ― відзнака "Міжнародний вибір США" за роман "Спекотне літо в Нью-Йорку". Також у 2021 році київське видавництво "Ліра-К" надрукувало пригодницький роман "Заокеанські канікули". У 2023 році     вийшов новий твір у видавництві "Ліра-К" "Напередодні випав сніг". Нагороджений пам’ятною медаллю Національної спілки письменників України «Почесна відзнака» (2017).

## Твори
- «Морошка для Оксани»: повість (м. Київ, вид. «Молодь», серія «Перша книга прозаїка», 1988 р.)
- «Небезпечний свідок»: збірка повістей (м. Київ, вид. «Український письменник», 1993 р.)
- «Хто вбив пана Штима?»: кримінальний роман (м. Львів, вид. «Край», 1997 р.)
- «10 тисяч баксів»: роман (м. Київ, вид. «Зелений пес», 2007 р.)[3]
- «Хто вбив пана Штима?": роман (м. Тернопіль, вид. «Навчальна книга-Богдан», 2011 р.)[4]
- «Швидко промайнути»: роман (м. Тернопіль, вид. «Навчальна книга-Богдан», 2011 р.)[4]
- «Стрийському відділенню бурових робіт – 45!»: документально-художнє видання (м. Дрогобич, вид. «Посвіт», 2013 р.)
- «Вендета по-українськи»: кримінальний роман (м. Київ, мультимедійне видавництво Стрельбицького, 2016 р.)[5]
- «Морошка для Оксани»: повість (м. Київ, мультимедійне вид. Стрельбицького, 2017 р.)[6]
- «Небезпечний свідок» ― пригодницька повість (м. Київ, мультимедійне видавництво Стрельбицького, 2017 р.)[7]
- «Невдаха»: любовно-психологічний роман (м. Київ, мультимедійне видавництво Стрельбицького, 2017 р.)[8]
- «Коли мрії стають спогадами» ― любовний роман (м. Київ, вид. «Ліра-К», 2019 р.)[9](2021 р.)
- «Заокеанські канікули» ― пригодницький роман (м. Київ, вид. «Ліра-К» (2021 р.) [10]
- «Напередодні випав сніг» ― пригодницький роман (м. Київ, вид. «Ліра-К» (2023 р.)[11]

Публікації в журналах, антологіях та альманахах
- Перший сніг узимку: Оповідання. Літературно-художній журнал «Київ», Київ, 1991. ― №1, с. 49-53

- Хто вбив пана Штима?: Роман. Літературно-художній журнал «Дзвін», Львів, 1997. ― № 11-12, с. 3-64

- Хто вбив пана Штима?: Роман. Літературний додаток до газети «Кіровоградська правда» «Забава Джой» ― Кропивницький, 1998. ― №№ 1- 7

- Хто вбив пана Штима?: Тижневик «Міліцейський кур’єр», Львів, 1998. ― №№ 2-24

- Хто вбив пана Штима?: Роман. Журнал «Український детектив», видавнича фірма «Рената», Кропивницький, 2006. ― № 1-2, с. 189-335

- Небезпечний свідок: Повість. Журнал «Український детектив», видавнича фірма «Рената», Кропивницький, 2006. ― № 6, с. 47-102

- Уривок з роману «Імітатор». Літературний Львів. Львів, видання Львівської організації НСПУ, 2007. ― с. 12-15

- Гуманітарна допомога: Оповідання. Літературний світ Львівщини. Том 1: Проза. Львів, Ліга-Прес, 2008. с. ― 196-202

- Швидко промайнути: Детективний роман. Літературно-художній журнал «Дзвін», Львів, 2011 ― № 9, с. 25-103

- Полярна зірка з Естонії: Оповідання. «Наше серце» Вісник міжнародного літературного конкурсу на кращий художній твір. Канів. Вид. Склянка часу *Zeitglas», 2020 ― с. 208-213.
- Правда солодкою не буває: Оповідання. Вісник Х Міжнародного конкурсу короткої прози "Zeitglas-2020". Вид. Склянка часу "Zeitglas", 2021 ― с. 160-167.
- Поцілувати Катрусю. Оповідання. Вісник II Міжнародного конкурсу "Жіночі примхи". Вид. Склянка часу "Zeitglas", 2021 ― с. 70-75.